# 巴克林鎮區 (堪薩斯州福特縣)
巴克林鎮區（英語：Bucklin Township）為美國堪薩斯州福特縣轄下的鎮區。2010年美国人口普查中此鎮區人口有885人。

## 地理
巴克林鎮區涵蓋總面積為285.1平方（110.09平方英里），其中陸地面積為285.0平方（110.04平方英里），水域面積為0.13平方（0.05平方英里）或0.05%。海拔高度731（2,398英尺）。

## 人口統計
根據2010年美國人口普查，巴克林鎮區人口有885人，其中男性有439人，女性有446人，人口密度為每平方公里3.11人，住房計387戶。鎮區內的白人有832人，非裔美國人有15人，美洲原住民有7人，亞裔美國人有2人，太平洋島裔美國人有0人，其他種族有8人，混血種族則有21人。此外鎮區內有38人為西班牙裔或拉丁裔美國人。此鎮區之年齡中位數為37.4歲，而男性年齡中位數為39.3歲，女性年齡中位數為36.0歲。

## 交通

### 主要公路
- 54號美國國道
- 400號美國國道
- 34號堪薩斯州州道